# Sisŏphŏn
Sisŏphŏn (khm. សិរីសោភ័ណ) – miasto w Kambodży; stolica prowincji Bântéay Méanchey; według danych szacunkowych na rok 2012 liczy 190 349 mieszkańców.